# 金子正男
金子 正男（かねこ まさお、1975年7月6日 - ）は、日本のメディアプロデューサー、タレント講師、日本ご当地アイドル活性協会 代表、Free Bird Institute Limited取締役、一般社団法人ストリートダンス協会広報委員長。元角川映画（現・KADOKAWA）プロデューサー、日本アカデミー賞協会会員。タレント名は「エンタメDr.金子」。埼玉県朝霞市出身。日本大学芸術学部放送学科卒業。総合芸能プロダクション「カロスエンターテイメント」所属。

## 経歴
埼玉県朝霞市生まれ。八百屋を営む家庭の次男として育ち、2つ上の兄と切磋琢磨しながら小3から大学まで野球に青春を捧げた。朝霞市立朝霞第五小学校、朝霞市立朝霞第三中学校、日本大学鶴ヶ丘高等学校を卒業。
1998年（平成10年）日本大学芸術学部放送学科を卒業後、旅行会社で添乗員をしながら脚本家を目指していた。脚本家の尾崎将也に師事しながら、25歳からテレビ東京の2時間ドラマ立ち上げスタッフとして参加以後、ドラマ企画、プロットライターとしてバラエティー番組にも携わる。
2005年（平成17年）30歳で角川映画（現KADOKAWA）に入社し、約20本の映画やテレビ番組のプロデュースを担当。
2007年（平成19年）映画事業に継続して3年以上従事し、推薦を受けた者として「日本アカデミー賞」協会会員資格を得る。
その後、インディーズ映画＆音楽会社に転職。制作プロデューサーを中心に営業、宣伝、プロモート、国内・海外番販、出資集め、製作委員会などを部長クラスで担当。2012年春に東日本大震災発生の1年後、ご当地女性アイドルグループを集めた復興イベントをプロデュースし、全国のご当地アイドルを集めた。手元に残ったアイドルグループの運営会社、関係者の連絡先リストを活用していくことを思いつき、当時会社員だったが、1人で全国のアイドルをサポートする団体「日本ご当地アイドル活性協会」を設立（当時のグループ数は287組だった）。
2015年（平成27年）40歳で独立。持ち前のバイタリティーで複数のビジネスに取り組みつつ、協会の活動で全国を歩き続けた。
2016年（平成28年）一般社団法人ストリートダンス協会広報委員長に就任。以降「日本高校ダンス部選手権」「アニダン」「日本中学校ダンス部選手権」等、ダンス文化の普及に務める。
2022年（令和4年）南太平洋証券取引所で株式上場するフィジー共和国の英語教育・留学生サポートを行う会社「Free Bird Institute Limited」の取締役に就任。
2024年（令和6年）3月1日、総合芸能プロダクション「カロスエンターテイメント」に所属。タレント名「エンタメDr.金子」として登録。
現在はタレント講師をしながら海外のプロモーターと日本アイドルの架け橋となったり、海外アイドルに日本式アイドルをZOOM指導して文化向上に貢献している。10年間で国内外の約600組に「歌」「ダンス」「トーク」「キャラだし」「メディア対策」を指導する。

## 人物
- 地域活性と地産地消に貢献しつつ芸能界で通用するアイドルを育てようと日本全国を飛び回る。各地のアイドル運営にトレーナーとしても知られる[6]。
- 小学校、中学校、高校、大学と野球に打ち込んだ。野球で経験した強いチームのシステムをアイドル指導に取り入れている[5]。
- 「金言セブン」なる7カ条を毎月作成し、全国の芸能事務所や音楽関係者に送る。内容は現役で活動するアイドルに向けて心構えや練習に対する取り組み方などを具体的に指導したもの。アイドルたちの日々の指標になっている。始めたキッカケはテレビ東京時代、誰よりも早く出社し、前日の視聴率が出たら号外を作って制作・編成・アナウンス部の共有廊下の柱に貼ったり、お偉いさんの机の上に置いて回ったことだと話す。最初は変わり者扱いされたが、半年ぐらいすると制作フロアの中でもファンができた。アイドルに対しても正面から頑張ろうと言っても耳を傾けないと考えたことから、毎月「ちょっと役に立つ金言セブン」を作って定期的にレッスンする事務所の練習場や楽屋壁に貼ったとのこと[6]。
- ヘアドネーションの普及活動に力を入れている。自らも31センチ以上伸ばして目立つ髪の色をすることで興味を持ってもらおうとする[5]。
- 会社員時代は100本程度の映画・テレビ番組・舞台・オリジナルビデオの宣伝を担当。主に『島田洋七の佐賀のがばいばあちゃん』『湾岸ミッドナイト』『放送禁止 劇場版（フジテレビ）』『華鬼 劇場版（フジテレビ）』『AKB48メンバー／乃木坂46メンバー主演映画・多数』『吉本興業タレント主演映画・多数』など[3]。
- 幼少時代、ドラえもん、ガンジー、ベーブ・ルースの本を繰り返し読み、今でも影響を受けている[3]。
- 2つ上の兄は中学校の校長。兄の影響で地元の少年野球チーム「若松クラブ（現在・若松ブルーウイングス）」で野球を始めた[3]。
- 添乗員時代に大勢の前で話していた度胸を買われ、『ぱすぽ☆』『+Plus』の前説を担当。金子の容姿“天然パーマ”と“ミラクルトーク”を掛けて『ぱすぽ☆』振付師の竹中夏海は「くるくる」と命名した[3][15]。
- 第35回フジテレビヤングシナリオ大賞に応募し、一次審査を通過[16]。

## 交友関係
- 大学時代の同級生に大河ドラマ、朝ドラのNHKプロデューサー川口俊介、写真家の清水隆行、脚本家の荒井修子、元山陰中央テレビアナウンサー竹内こまえ、元青森放送アナウンサー小林あずさ、1つ上の先輩にセントフォース所属フリーアナウンサー中田有紀、元テレビ新潟アナウンサー林妙、映画監督の久保茂昭、野球部で1つ下の後輩に俳優の水澤紳吾がいる。所属していた映像サークル「月面工房」にはテレビプロデューサーの山守文雄（創設者）、東海テレビプロデューサー河角直樹が在籍していた[3]。
- 高校3年生のときに元テレビ新潟アナウンサーの林妙から小論文の勉強を教わった[11]。
- 大学野球部のOB幹事をしていた。野球部OBには財津一郎の息子で日本テレビの財津功、毒蝮三太夫、松崎しげるがいる[11]。
- 大学時代は元博報堂のCMプランナー萩原高のゼミに所属。OBに日本テレビの五味一男がいる。桜塚やっくんが亡くなったとき、金子がプロデューサーをしていた追悼番組に五味がゲスト出演した。奇しくも五味は桜塚やっくんの名付けの親だった[11]。
- 大学時代は『踊る大捜査線』の授業を受講。大学の先輩で脚本家の君塚良一、プロデューサーの亀山千広が先生となり毎回ゲストを呼んでいた。授業終わりの飲み会で聞く裏話を楽しみにしていた[3]。
- 大学時代はアナウンサー実習を受講。TBSで長年ニュースキャスターをしていた新堀俊明に師事。発声練習、正しい日本語、インタビュー力、表現力を教わった[11]。
- テレビ東京時代は制作局でADをしていた。若手時代の佐久間宣行、高橋弘樹、篠原裕明もいた。金子が所属していたドラマ部はアナウンサー室と隣同士で森本智子、水原恵理、山本薫、倉野麻里、大江麻理子とも交流があった[11]。
- 野島伸司ファンで、ドラマ『未成年』に出演していた北原雅樹を2時間ドラマにキャスティング。それをキッカケに私生活でも仲良くしている[11]。

## エンタメDr.金子
芸能事務所所属を機にタレント名を「エンタメDr.金子」で登録した。理由は海外進出したときに「Eentertainment Dr.Kaneko」（エンタメ博士の金子）、略してEDKとなり分かりやすいことが理由。

## 主な作品

### 映画
- 『学校の階段』 - プロデューサー[17]
- 『初雪の恋 ヴァージン・スノー』 - プロデューサー補[18]
- 『Beauty うつくしいもの』 - 宣伝・配給　　※「モスクワ国際映画祭」「東京国際映画祭」出品[3]
- 『つむじ風食堂の夜』 - 宣伝・配給　※「東京国際映画祭」出品[3]
- 『コトバのない冬』 - 宣伝・配給　※「東京国際映画際」「台北金馬映画祭」「バルセロナアジア映画祭」「香港国際映画祭」出品[3]
- 『40歳問題』 - 宣伝・配給　※「東京国際映画祭」出品[3]
- 『斬〜KILL』 – 宣伝・配給　　※「東京国際映画祭」出品[3]
- 『ハードリベンジ・ミリー』 – 宣伝・配給　　※「NY Asian Film Festival」出品[3]
- 『島田洋七の佐賀のがばいばあちゃん』 - 宣伝・配給[3]
- 『湾岸ミッドナイト』 – 宣伝・配給[3]
- 『大木家のたのしい旅行 新婚地獄篇』 - 宣伝・配給[3]
- 『マリア様がみてる』 - 宣伝・配給[3]
- 『珍遊記〜太郎とゆかいな仲間たち 劇場版』 - 宣伝・配給[3]
- 『アイズ』 - 宣伝・配給[3]
- 『ひとりかくれんぼ 劇場版』シリーズ - 宣伝・配給[3]
- 『口裂け女 劇場版』シリーズ - 宣伝・配給[3]
- 『×ゲーム』シリーズ - 宣伝・配給[3]
- 『2ちゃんねるの呪い 劇場版』シリーズ - 宣伝・配給[3]
- 『放送禁止 劇場版』シリーズ - 宣伝・配給[3]
- 『喧嘩番長 劇場版』シリーズ - 宣伝・配給[3]
- 『コネコノキモチ』 - 宣伝・配給[3]
- 『ランデブー!』 - 宣伝・配給[3]
- 『華鬼 劇場版（フジテレビ）』 – 宣伝・配給[3]
- 『GOTH』 – 宣伝・配給[3]
- 『泣きたいときのクスリ』 – 宣伝・配給[3]
- 『悲しいボーイフレンド』 – 宣伝・配給[3]
- 『デメキング』 – 宣伝・配給[3]
- 『女殺油地獄』 – 宣伝・配給[3]
- 『カラスコライダー』 – 宣伝・配給[3]
- 『草食系男子。』 – 宣伝・配給[3]
- 『肉食系女子。』 – 宣伝・配給[3]
- 『BADBOYS』 – 宣伝・配給[3]
- 『パンツの穴 THE MOVIE』 – 企画・宣伝・配給[3]
- 『静かなるドン 新章』 – 宣伝・配給[3]

ほか多数

### テレビ
- 『天国の樹』（韓国SBS・フジテレビ） - プロデューサー補[19]
- 『警視庁特殊部隊512』（日本テレビ） - プロデューサー補[20]
- 『横溝正史賞・オブリビオン～忘却』（テレビ東京） - プロデューサー補[21]
- 『監察医・篠宮葉月 死体は語るシリーズ』（パート6、8、9）（テレビ東京） – プロデューサー補[3]
- 『猪熊夫婦の駐在日誌シリーズ』（パート3、4）（テレビ東京） - プロデューサー補[3]
- 『不在宴会』（テレビ東京） – プロデューサー補[3]
- 『強き蟻』（テレビ東京） – 企画[3]
- 『李香蘭』（テレビ東京） - 日本スタッフ（準備・仕上げ）[3]
- 『警察医・花井吾朗の殺人カルテ』（テレビ東京） – 企画・デスク[3]
- 『鍵老人』（テレビ東京） - デスク[22]
- 『パートタイム探偵』（テレビ東京） - デスク[23]
- 『さすらい署長 風間昭平』（テレビ東京） - デスク[24]
- 『伊豆竜宮伝説殺人事件！』（テレビ東京） - デスク[25]
- 『パートタイム探偵(2)』（テレビ東京） - デスク[26]
- 『解決!クスリになるテレビ』（テレビ東京） - デスク[3]
- 『ソリディーモの冠番組』（TOKYO MX） - アドバイザー[27]
- 『全力美少女JUMP』（BS12） - 企画・総合プロデュース[3]
- 『アイ☆ダン』シリーズ（ダンスチャネル） - 企画・総合プロデュース[3]
- 『幸せ!ボンビーガール』（日本テレビ） - 制作協力[3]
- 『ものまねグランプリ』（日本テレビ） - 制作協力[3]
- 『ニノさん』（日本テレビ） - 制作協力[3]
- 『超問クイズ! 真実か?ウソか?』（日本テレビ） - 制作協力[3]
- 『誰だって波瀾爆笑』（日本テレビ） - 制作協力[3]
- 『最新トレンド乱キング!リア10』（TBSテレビ） - 制作協力[3]
- 『普通の女子校生が【ろこどる】やってみた。』（TBSテレビ） - PR協力[3]
- 『有吉ジャポン』（TBSテレビ） - 制作協力[3]
- 『中居くん決めて!』（TBSテレビ） - 制作協力[3]
- 『そんなバカなマン』（TBSテレビ） - 制作協力[3]
- 『バイキング』（フジテレビ） - 制作協力[3]
- 『クイズ30〜団結せよ!〜』（フジテレビ） - 制作協力[3]
- 『TOKYO IDOL TV』（フジテレビ） - 制作協力[3]
- 『歌がうまいアイドル日本一決定戦!』（フジテレビ） - 制作協力[3]
- 『ビートたけしのTVタックル』（テレビ朝日） - 制作協力[3]
- 『THEカラオケ★バトル』（テレビ東京） - 制作協力[3]
- 『ギルドフレンズ～飯田里穂の！世界へ』（BSフジ） - 制作協力[3]
- 『ダレノガレ明美のスイーツの女王様』（TOKYO MX）- 制作協力[3]
- 『初音ミク「マジカルミライ」』（TOKYO MX）- 制作協力[3]
- 『47ランキンLIVE！』（BSよしもと） - 制作協力[3]
- 『キャッチ!』（中京テレビ） - 制作協力[3]
- 『アンタッチャブル柴田のあやしい忘年会』（テレビ愛知）- 制作協力[3]
- 『土曜もアサデス。』（九州朝日放送） - 制作協力[3]

ほか多数

### ラジオ
- 『すっぴん!』（NHKラジオ第1放送） - 制作協力[3]

### インターネット放送
- 桜塚やっくんの『男の娘ダョ！全員集合！』（ニコニコ生放送） - 総合演出・プロデューサー[28]

### オリジナルビデオ
- 『love×love 男の娘』（アニメイト・リバプール） - プロデューサー[29]

### イベント
- スポーツ庁・全国高等学校体育連盟『日本高校ダンス部選手権』 - 広報[3]
- スポーツ庁・日本中学校体育連盟『日本中学校ダンス部選手権』 - 広報[3]
- アニダン実行委員会『アニダン』 - 広報[3]
- 経済産業省中小企業庁『ミサラポ』 - 制作協力[3]
- 環境省『復興防災イベント』 - 制作協力[3]
- 総務省『地方自治体施行70周年記念・地域の魅力発信＆移住交流フェア』 - 制作協力[3]
- フランス『Japan Expo』 - 企画協力[3]
- NHK『恋する地元キャンペーン』 - 制作協力[3]
- 日本テレビ『汐留ロコドル甲子園』 - 企画・制作協力[3]
- テレビ朝日『愛踊祭』 - 制作協力[3]
- テレビ朝日『クロフェス』 - 制作協力[30]
- フジテレビ『TOKYO IDOL FESTIVAL』 - PR協力[3]
- ニッポン放送『大江戸和宴～大江戸そば博・大江戸大酒会～』 - 制作協力[3]
- ロック・フェスティバル『SUMMER SONIC 2023～LOUDER SONIC -IDOL ver-』 - 制作協力[3]
- イオンシネマズ・コロナシネマ・ティ・ジョイ『アイドル映画製作プロジェクト』- 企画・総合プロデュース[3]

※ 全国映画館21劇場で実施。アイドル自らメガホンを取り映画を製作。地元の映画館で上映直後にスクリーン前でLIVEする企画。
- 地方アイドルフェスティバル - 企画協力

※『北海道アイドルフェスティバル』『北陸アイドルフェスティバル』『沖縄アイドルフェスティバル』ほか

## 出演

### テレビ
- 『中居大輔と本田翼と夜な夜なラブ子さん』（TBSテレビ）[3]
- 『musicる TV』（テレビ朝日）[32]
- 『うまんちゅ』（関西テレビ）[33]
- 『newsランナー』（関西テレビ）[34]
- 『今日ドキッ!』（北海道放送）[3]

### ラジオ
- 『HITS ONE powered by Billboard JAPAN』（TOKYO FM、インターネットラジオ TS ONE） - 水曜レギュラー／2018年放送終了[35][3]
- 『パンサー向井の＃ふらっと』（TBSラジオ）[36]　※ https://youtube.com/tMfnqQ
- 『en∞Voyage（エン・ボヤージュ）』（TBC東北放送ラジオ）[37]
- 『MOVE』（エフエム石川）[3]
- 『DADIO-BOX』（青森文化放送）[3]　※ https://youtube.com/M9FPkd
- 『MUSIC CAFE』（青森文化放送）[3]　※ https://youtube.com/w4ZcS
- 『山本洋之のマイペースでいいじゃん！』（レインボータウンエフエム放送）[3]　※ https://youtube.com/QXbHTm
- 『アリス矢沢透のなんでも応援団！』（渋谷クロスFM）[38]　※ https://youtube.com/AFRNH

### 新聞
- 読売新聞[3]
- 朝日新聞[3]
- 日本経済新聞[39]
- 産経新聞[40]
- 毎日新聞[41]
- 中日新聞[42]
- 中日スポーツ[43]
- 日本農業新聞[3]
- 福井新聞[3]
- 山陽新聞[3]
- 長崎新聞[44]

### 雑誌
- 週刊東洋経済（東洋経済新報社）[45]
- はちのへマガジン ユキパル（企業組合ユキパル）　※表紙[2]
- 日経MJ（日本経済新聞社）[3]
- ORIGINAL CONFIDENCE（オリコン・エンタテインメント） - 「ヒットメーカー赤丸人物」[3]
- 日経グローカル（行政向け月刊誌）（日本経済新聞社） - 「地域をPR、国内外から誘客～プロモーション戦略で自治体主導へ」[3]
- カミオン（芸文社） - 「最新ご当地アイドルのススメ」[3]

### イベント
- 内閣府「大阪・関西万博～地方創生SDGsフェス」 - MC「ご当地アイドルを通して見える【地方創生】と【自治体】とのつながり～未来に向ける可能性」[46]
- 関西テレビ主催「UMAJO育成プロジェクト」最終オーディション - 審査員[33]
- 全日本アイドル選手権 - 審査員[47]
- ボイメン（BOYS AND MEN）事務所発「ミュージカルプロジェクト」 - 審査員[3]
- あかぎ団オーディション審査員[48]
- FUJISAKURA塾オーディション - 審査員[49]

## 講師
指導内容は「歌」「ダンス」「トーク」「キャラ出し」「メディアコンサル」。
約10年で「SOLIDEMO」「GEM」「さくらシンデレラ」「手羽先センセーション」「feelNEO」「KRD8」「WT☆Egret」「dela」「フルーティー」「C-Style」「アイくるガールズ」「あかぎ団」「pacchi」「強がりセンセーション」「おやゆびプリンセス」「フルーレット」「テクプリ」「Menkoiガールズ」「Chimo」「Niimo」「DDプリンセス」「jubilee jubilee」「パラレルドリーム」「ナト☆カン」「アイシェリング」「てぃんく♪」「虹ユニバース（ベトナム）」「月讀女僕珈琲（台湾）」ほか国内外を含めた600組のアイドルにも指導。
ご当地アイドルNo.1を決める大会で6組を全国日本一に導いた。
教え子に≠MEの冨田菜々風（元Seven Colors／鹿児島県ご当地アイドル）、歌手の吉川茉優・元AKB48の布谷梨琉・元夢みるアドレセンスの立花彩夏（元pramo／秋田県ご当地アイドル）、元モーニング娘。の森戸知沙希（元CoCoRo学園／群馬県ご当地アイドル）、Ange☆Reveの安藤笑・タレントの花巻杏奈（元Star☆T／愛知県豊田市ご当地アイドル）などがいる。
アイドルの分野外でも女子プロレスラー「伊藤麻希（LinQ）」、ミスマガジン「沢口愛華」、SNSフォロワー470万人インフルエンサー「なな茶」、消費経済アナリスト「渡辺広明」、臨床心理士「塚越友子」、性格診断プロフェッサー「木原誠太郎」に指導。

### 芸能事務所
- エイベックス・マネジメント - モデル・タレント・SNSインフルエンサーにバラエティートーク講習[3]
- トミーズアーティストカンパニー - 新人育成[3]
- プリュ - 新人育成[3]

### 専門学校
- 専門学校デジタルアーツ東京 - 声優科・特別講師[55]
- 日本工学院 - 特別講師[3]
- 東京ビジュアルアーツ - 特別講師[3]
- 仙台ビジュアルアーツ - 特別講師[3]
- 名古屋スクールオブミュージック&ダンス専門学校 - 特別講師[3]
- 日本語学校・新宿オーエルジェイ - 特別講師[3]
- 東京早稲田外国語学校 - 特別講師[3]

### 高校
- 日本大学鶴ヶ丘高等学校 - キャリアガイダンス・特別講師[56]
- クラーク記念国際高校 秋葉原ITキャンパス - 特別講師[3]

### 大学
- 日本大学芸術学部 - 「放送学科・テレビ制作実習」特別ゲスト[3]

### その他
- キッズエキスポ in 北九州2017（西日本総合展示場） - アイドル部門・特別講師[57][3]
- ほくりくアイドル部ワークショップ - 特別講師[58]